# Колесников Андрій Борисович
Андрій Борисович Колесников (6 лютого 1977, Жовтневе Поворинського району Воронезької області РРФСР, СРСР) — російський військовик, генерал-майор Збройних сил РФ, командувач 29-ї загальновійськової армії (2021—2022). За твердженнями ЗСУ, загинув під час російського вторгнення в Україну.

## Життєпис
Андрій Колесников народився 6 лютого 1977 р. в селі Жовтневе Поворинського району Воронезької області Російської РФСР. У 1999 р. закінчив Казанську філію Челябінського танкового інституту, у 2008 р. — Загальновійськову академію Збройних Сил Російської Федерації.
У 2015—2018 роках у званні полковника був командиром 4-ї Кантемирівської танкової дивізії.
у 2020 році закінчив Військову академію Генерального штабу ЗС РФ. Після закінчення був призначений начальником штабу 1-ї танкової армії.
2021 року присвоєно звання генерал-майора і призначено командувачем 29-ї загальновійськової армії. За результатами 2021 року його армія показувала одні з кращих результатів у Східному війському окрузі. У 2022 році назвав головним завдання проведення підготовки до оперативно-тактичних маневрів «Схід-2022».

### Повідомлення про загибель
За твердженнями ЗСУ, загинув 11 березня 2022 року під час російського вторгнення в Україну. Російська сторона не підтверджує загибель Колесникова. За твердженнями російських ЗМІ, в 2023 році він обіймав посаду заступника командувача російських сил в Сирії